# Abdel Rahman El Bacha
Abdel Rahman  (23 de octubre de 1958) es un pianista y compositor libanés.
Su repertorio incluye más de cincuenta conciertos y está especializado en las obras de Bach, Mozart, Beethoven, Chopin, Schubert, Schumann, Rajmáninov, Ravel y Prokófiev.

## Biografía
El Bacha nació en Beirut, Líbano, en 1958, en una familia de músicos - su padre era un compositor bien conocido y su madre era cantante. Remarcó en una entrevista que su madre poseía un oído muy agudo para la música, sin la capacidad de leerla en una partitura, y que esto le enseñó la importancia de aprender música de oído.
Empezó su escolarización de piano en 1967 a la edad de nueve años con Zvart Sarkissian (un alumno de Marguerite Long y Jacques Février). A la edad de diez dio su primer concierto con una orquesta.
Le ofrecieron becas en Francia, el Reino Unido y en la URSS. Optó por Francia, estudiando en el Conservatorio de París y graduándose allí con cuatro premios: piano, música de cámara, armonía y contrapunto.
A la edad de diecinueve años, en junio de 1978, El Bacha ganó el Concurso Internacional de Música Reina Elisabeth de Bélgica por un veredicto unánime del jurado. También se le otorgó el Premio de la Audiencia de la misma competición.
En 1983 hizo su primer registro para la etiqueta Forlane, Obras Tempranas de Serguéi Prokófiev. Ganó el Grand Prix de l'Académie Charles Cros, que le fue entregado por la viuda de Prokófiev. 
Ha sido galardonado con la Medalla de la Orden del Mérito por el presidente de la República libanesa, la distinción más alta de su país nativo.
El Bacha tiene doble nacionalidad libanesa y francesa desde 1981 y vive en Suiza desde 2012.